# Крюково (Самарская область)
Крюково — посёлок в Пестравском районе Самарской области. Входит в состав сельского поселения Майское.

## История
В 1973 г. Указом Президиума ВС РСФСР поселок отделения № 5 совхоза «Майский» переименован в Крюково.

## Население
| 2010 |
| ---- |
| 120  |